# 長谷川純子 (モデル)
長谷川 純子（はせがわ じゅんこ、1987年3月3日 - ）は、女性モデル。京都府出身。元ヴィズミック所属。ニックネームはじゅんじゅん。聖母学院高等学校、神戸女学院大学卒業。2007年にミス神戸女学院に選ばれ、またミスキャンパスKANSAI2007関西学生広告連盟特別賞を受賞。
2009年9月20日よりHNを「さくらいちご」に改名。

## 主な出演歴
- 恋のから騒ぎ（15期）

- ミスポートガール　グランプリ受賞
- ミスキャンパス関西2007関西学生連盟特別賞受賞
- JJ
- SCawaii（denimモデル）
- マイベストヘア
- Tiara girl
- Hanako WEST
- SAVVY
- スパイガールセレクト
- 神戸カフェ
- ボンマックスカタログ
- KAMIHIME
- ブライダル展示会
- 模擬結婚式
- KBS京都ラジオ（ブラックマヨネーズ・ストリーク共演）
- KBS京都TV
- 着物（振袖）モデル（ポスター・リーフ・学新）
- 舞妓撮影
- B-TRUETV
- 3PIECE ヘアショー
- LEGEND ファッションショー
- PLATINA ファッションショー（ドレス・浴衣・洋服、複数回）
- マスカラ『恋瞳』
- ED Hardy ファッションショー
- modeK'S ファッションショー